# Ànec blanc
L'ànec blanc o ànnera blanca (Tadorna tadorna) és un ànec de superfície de l'ordre dels anseriformes i considerat, a nivell evolutiu, a mig camí entre les oques i els ànecs pròpiament dits.

## Morfologia
- Fa uns 60 cm.
- Plomatge blanc amb el mirall verd. El cap i el coll també són verds.
- El mascle té el bec vermell amb una excrescència, també vermella, al damunt.
- Llueix un davantal marró.
- La femella és quelcom més petita que el mascle.

## Reproducció
Nia en diversos punts d'Europa (des d'Escandinàvia a la mar Negra). Als litorals catalans és rar en època de cria, encara que s'ha comprovat que algunes parelles nien al Delta de l'Ebre.
Fa un niu amb herba i plomes entre les dunes amb vegetació, dels terrenys terrestres o aquàtics, tot i que prefereix les salines. Pon 8-14 ous però se n'han observat postes de fins a 32, ja que les femelles tendeixen a pondre en diferents nius. Els ous són de color blanc, de closca molt dura i fan 65,8 x 47,6 mm. El covament (efectuat només per la femella) dura 30 dies i el període, fins a aconseguir que els polls volin, s'allarga fins a les 9 setmanes. Llavors organitza una mena de departament per a infants, que són vigilats per algunes femelles. La resta dels adults comencen l'anomenada migració de muda amb la finalitat de canviar les plomes. Ja que en aquesta situació no poden volar i són fàcilment atacables, es reuneixen al mar en grups de diversos milers per imposar més respecte als seus enemics.

## Alimentació
Quan es retira la marea aprofita per a pescar mol·luscs. Complementa la dieta amb crancs, peixets, insectes i matèria vegetal (algues, herbes, llavors, etc.).

## Distribució geogràfica
Cria a l'Europa de clima temperat (Illes Britàniques, Mar del Nord, Mar Bàltica, nord de França, Balcans) i a l'Àsia central fins a la Xina, l'Afganistan, Iran i Iraq. Hiverna als Països Catalans però, al Delta de l'Ebre se'l veu tot l'any.

## Costums
- Només baixa als Països Catalans quan l'hivern és molt rigorós a l'Europa del Nord.
- Els estols poden ésser molt nombrosos (al voltant dels 100.000 exemplars a la Mar de Wadden).
- Camina amb més facilitat que altres ànecs car té les potes més llargues.
- Neda bé però és menys aquàtics que altres anàtids.